# Ramona (Kansas)
Ramona es una ciudad ubicada en el condado de Marion en el estado estadounidense de Kansas. En el año 2010 tenía una población de 187 habitantes y una densidad poblacional de 233,75 personas por km².

## Geografía
Ramona se encuentra ubicada en las coordenadas 38°35′51″N 97°3′46″O / 38.59750, -97.06278 (38.597448, -97.062864).

## Demografía
Según la Oficina del Censo en 2000 los ingresos medios por hogar en la localidad eran de $26,458 y los ingresos medios por familia eran $33,125. Los hombres tenían unos ingresos medios de $28,750 frente a los $26,875 para las mujeres. La renta per cápita para la localidad era de $17,345. Alrededor del 0% de la población estaban por debajo del umbral de pobreza.